# AGO C.II
AGO C.2
AGO C.II
- 用途：複座偵察機
- 製造者：AGO 航空機会社
- 運用者：ドイツ陸軍航空隊/ドイツ海軍航空隊
- 生産数：15機
- 運用開始：1915年
- 退役：1917年
- 運用状況：退役

AGO C.II（アーゴ C2、アーゴ ツェーツヴァイ）は、第一次世界大戦で使用されたドイツの推進式複座複葉偵察機・爆撃機である。

## 概要
1911年にミュンヘンに開設されたAGO航空機会社が、1915年に製作した偵察/爆撃機。前作のAGO C.Iの改良型で、吹きさらしで鋼管枠組みだけのコクピットとブームを廃し、搭乗者を包み込むナセルと双テイルブーム式の胴体を備えて空力デザインを洗練させている。ナセル後方へC.Iより70馬力パワーアップした、220馬力のメルセデスD IV列型発動機を推進式に搭載する。当時としては性能に優れ、かつ実用性に富んでいたため、1917年まで運用された。
降着装置は固定脚の尾輪式だが、面白いのは脚部が前後に一組ずつある4輪なところである。この内、前脚部は正確には滑走時の転倒防止用補助輪であるが、なぜ前脚1、主脚2のオーソドックスな3輪にしなかった理由は不明なものの、これが乳母車を連想させる本機のユニークな外見的特徴となっている。武装は機首に偵察員が操作するパラベラムMG14旋回機銃が一挺。爆撃機能も付与されたが、それは後の本格的な爆撃機とは違い、偵察員が手で投下する小型爆弾（または手榴弾）が数発のみとささやかな物であった。
海軍向けに双フロートを装備するC.IIWも2機製作された。

## 運用者
ドイツ帝国
- ドイツ陸軍航空隊
- ドイツ海軍航空隊

## 性能諸元（AGO.C.II）
諸元
- 乗組員：2（前席に偵察員。後席にパイロット）
- 全長：9.84m
- 全幅：14.8m
- 全高：3.50m
- 翼面積：40.2m2
- 自重：1360kg
- 発動機：メルセデスD.IV 220馬力（175キロワット）×1

性能
- 最高速度：毎時145km
- 航続距離：580km
- 最大高度：4500m

武装
- 7.92mm MG14パラベラム機関銃×1
- 偵察員が手で投下する小型爆弾・手榴弾が若干。